# Preuschdorf
Preuschdorf település Franciaországban, Bas-Rhin megyében. Lakosainak száma 891 fő (2022. január 1.). Preuschdorf Dieffenbach-lès-Wœrth, Gœrsdorf, Lampertsloch, Lembach és Merkwiller-Pechelbronn községekkel határos.

## Népesség
A település népességének változása:
| Lakosok száma | 942  | 920  | 918  | 891  | 893  | 896  | 898  | 895  | 891  |
|               | 2013 | 2015 | 2016 | 2017 | 2018 | 2019 | 2020 | 2021 | 2022 |